# Pacific Raceways
A Pacific Raceways é um autódromo localizado em Kent, no estado de Washington, nos Estados Unidos, foi inaugurado em 1960 e possui uma pista com 3,620 km (2,250 mi) de extensão, também possui uma pista de arrancadas, foi utilizado pela categoria USAC Championship Car (precursora da CART/Champ Car em 1969.